# Trends' 25 machtigste vrouwen in Vlaanderen (2004-2009)
De 25 machtigste vrouwen in Vlaanderen was een lijst die van 2004 tot 2009 werd gepubliceerd door het zakenblad Trends. Tot 2006 werd ze elk jaar bekendgemaakt in de aanloop naar Internationale Vrouwendag (8 maart) en vanaf 2007 vlak voor de Belgische vrouwendag (11 november). De redactie verzamelde 50 invloedrijke vrouwen waaruit een 15-koppige volledig mannelijke jury de machtigste 25 koos.

## 2004[2][3]
1. Mia De Vits, voorzitter van het ABVV.
2. Laurette Onkelinx, vicepremier (PS) en federaal minister van Justitie.
3. Fientje Moerman, viceminister-president (VLD) van de Vlaamse regering en Vlaams minister van Economie, Ondernemen, Wetenschap, Innovatie en Buitenlandse Handel.
4. Anne Spiritus-Dassesse, voorzitter rechtbank van koophandel Brussel.
5. Patricia Ceysens, Vlaams minister van Economie (VLD).
6. Marleen Vanderpoorten, Vlaams minister van Onderwijs (VLD).
7. Lutgart Van den Berghe, hoogleraar, gedelegeerd bestuurder Instituut voor Bestuurders, bestuurder Belgacom, bestuurder Electrabel.
8. Annemie Neyts, bestuurder bij Mobistar, Europees parlementslid (VLD).
9. Marcia De Wachter, erevicegouverneur en directeur Nationale Bank van België, directielid Commissie voor het Bank, Financie- en Assurantiewezen.
10. Christine Dekkers, procureur-generaal bij het hof van beroep in Antwerpen.
11. Carine Boonen, algemeen directeur Caritas Verbond van Verzorgingsinstellingen.
12. Martine Reynaers, gedelegeerd bestuurder Reynaers Aluminium, bestuurslid Gimv, directielid VBO.
13. Christine Vanderveeren, Creg.
14. Martine Durez, voorzitter raad van bestuur De Post, bestuurslid Belgacom, lid raad van toezicht CBFA, lid regentenraad Nationale Bank van België.
15. Ingrid Lieten, directeur-generaal De Lijn.
16. Monique de Knop, voorzitter FOD Binnenlandse zaken.
17. Martine Decamps, Dexia Bank.
18. Greta D'Hondt, ex ACW.
19. Rosette S'Jegers, hoogleraar bedrijfseconomie (VUB).
20. Geertje Smet, directeur kabinet Binnenlandse Zaken.
21. Laurence Bovy, directeur kabinet Sociale Zaken.
22. Katrien Kesteloot, hoogleraar en bestuurder Universitair Ziekenhuis Leuven.
23. Françoise Belfroid, VBO.
24. Christine Claus, Participatiemaatschappij Vlaanderen.
25. Christina von Wackerbarth, mediaconsulente en voormalig VRT-directeur.

## 2005[4][5]
1. Laurette Onkelinx, vicepremier (PS) en federaal minister van Justitie
2. Fientje Moerman, viceminister-president (VLD) van de Vlaamse regering en Vlaams minister van Economie, Ondernemen, Wetenschap, Innovatie en Buitenlandse Handel
3. Freya Van den Bossche, vicepremier (sp.a) en federaal minister van Begroting en van Consumentenzaken
4. Christine Dekkers, procureur-generaal bij het hof van beroep in Antwerpen
5. Mieke Van Hecke, directeur-generaal Vlaams Secretariaat van het Katholiek Onderwijs.
6. Bea Cantillon, vicerector Universiteit Antwerpen.
7. Ingrid Lieten, directeur-generaal De Lijn.
8. Sabine Laruelle, federaal minister van Middenstand en Landbouw (MR).
9. Lutgart Van den Berghe, hoogleraar, gedelegeerd bestuurder Instituut voor Bestuurders, bestuurder Belgacom, bestuurder Electrabel.
10. Ilse Dielen, nationaal secretaris ACV, ondervoorzitter ACW.
11. Carine Boonen, algemeen directeur Caritas Verbond van Verzorgingsinstellingen.
12. Martine Reynaers, gedelegeerd bestuurder Reynaers Aluminium, bestuurslid Gimv, directielid VBO.
13. Martine Durez, voorzitter raad van bestuur De Post, bestuurslid Belgacom, lid raad van toezicht CBFA, lid regentenraad Nationale Bank van België.
14. Christ'l Joris, voorzitter Agoria, Etap Lighting en Flanders Investment and Trade.
15. Marcia De Wachter, erevicegouverneur en directeur Nationale Bank van België, directielid Commissie voor het Bank, Financie- en Assurantiewezen.
16. Anne Spiritus-Dassesse, voorzitter rechtbank van koophandel Brussel.
17. Monica De Coninck, voorzitter OCMW Antwerpen, bestuursvoorzitter Ziekenhuis Netwerk Antwerpen.
18. Edith Van den Broeck, voorzitter Hoge Raad voor Justitie.
19. Sonja De Becker, algemeen secretaris Boerenbond.

## 2006[5]
1. Laurette Onkelinx, vicepremier (PS) en federaal minister van Justitie
2. Fientje Moerman, viceminister-president (VLD) van de Vlaamse regering en Vlaams minister van Economie, Ondernemen, Wetenschap, Innovatie en Buitenlandse Handel
3. Freya Van den Bossche, vicepremier (sp.a) en federaal minister van Begroting en van Consumentenzaken
4. Martine Durez, voorzitter raad van bestuur De Post, bestuurslid Belgacom, lid raad van toezicht CBFA, lid regentenraad Nationale Bank
5. Christine Dekkers, procureur-generaal bij het hof van beroep in Antwerpen
6. Kathleen Van Brempt, Vlaams minister van Mobiliteit, Sociale Economie en Gelijke Kansen sp.a)
7. Ingrid Lieten, directeur-generaal De Lijn.
8. Carine Boonen, algemeen directeur Caritas Verbond van Verzorgingsinstellingen.
9. Christ'l Joris, voorzitter Agoria, Etap Lighting en Flanders Investment and Trade.
10. Ilse Dielen, nationaal secretaris ACV, ondervoorzitter ACW.
11. Caroline Copers, intergewestelijk secretaris ABVV.
12. Ann Demeulemeester, algemeen secretaris ACW en voorzitter Vlaamse Onderwijsraad.
13. Bea Cantillon, vicerector Universiteit Antwerpen.
14. Mieke Van Hecke, directeur-generaal Vlaams Secretariaat van het Katholiek Onderwijs.
15. Martine Reynaers, gedelegeerd bestuurder Reynaers Aluminium, bestuurslid Gimv, directielid VBO.
16. Lutgart Van den Berghe, hoogleraar, gedelegeerd bestuurder Instituut voor Bestuurders, bestuurder Belgacom, bestuurder Electrabel.
17. Marcia De Wachter, erevicegouverneur en directeur Nationale Bank van België, directielid Commissie voor het Bank, Financie- en Assurantiewezen.
18. Anne Spiritus-Dassesse, voorzitter rechtbank van koophandel Brussel.
19. Cathy Berx, ondervoorzitter CD&V.
20. Ann Van Laer, algemeen secretaris ACV.
21. Monica De Coninck, voorzitter OCMW Antwerpen, bestuursvoorzitter Ziekenhuis Netwerk Antwerpen.
22. Christine Van Broeckhoven, hoogleraar moleculaire biologie aan de Universiteit Antwerpen.
23. Edith Van den Broeck, voorzitter Hoge Raad voor Justitie.
24. Sonja De Becker, algemeen secretaris Boerenbond.
25. Bettina Geysen, directeur nieuwe media VRT.

## 2007[1]
1. Laurette Onkelinx, vicepremier (PS) en federaal minister van Justitie.
2. Joëlle Milquet, voorzitter cdH.
3. Mieke Van Hecke, directeur-generaal Vlaams Secretariaat van het Katholiek Onderwijs.
4. Inge Vervotte, federaal parlementslid CD&V, maar afgetreden als Vlaams minister van Welzijn, Volksgezondheid en Gezin met oog op federale ministerpost.
5. Caroline Gennez, voorzitter sp.a.

Verderop staan eerder genoemde Martine Durez, Christine Dekkers, Kathleen Van Brempt, Ingrid Lieten, Carine Boonen, Christ'l Joris, Ilse Dielen, Caroline Copers, Ann Demeulemeester, Bea Cantillon, Martine Reynaers, Lutgart Van den Berghe, Cathy Berx, Ann Van Laer, Monica De Coninck, Edith Van den Broeck en Bettina Geysen. Nieuwkomers waren Sabine Laruelle federaal minister voor Middenstand en Landbouw (MR), Marie-Rose Bracke, voorzitter van de Raad van State, Michèle Sioen, ceo van Sioen Industries, Vlaams minister Hilde Crevits (CD&V), Sophie Dutordoir, ceo van het gastransportbedrijf Fluxys en Ilse Beyers, hoofdredactrice en verantwoordelijk uitgever van Dag Allemaal.

## 2008[6]
1. Laurette Onkelinx, vice-eerste minister en mnister van Sociale Zaken en Volksgezondheid (PS)
2. Joëlle Milquet, vicepremier (cdH) en minister van Werk en Gelijke Kansen.
3. Marianne Thyssen, voorzitter CD&V.
4. Inge Vervotte,  minister van Ambtenarenzaken en Overheidsbedrijven (CD&V).
5. Mieke Van Hecke, directeur-generaal van het Vlaams Secretariaat van het Katholiek Onderwijs.
6. Patricia Ceysens, Vlaams minister van Economie, Ondernemen, Wetenschap, Innovatie en Buitenlandse Handel (Open VLD).
7. Sabine Laruelle, federaal minister van Kmo's, Zelfstandigen, Landbouw en Wetenschapsbeleid (MR).
8. Ingrid Lieten, directeur-generaal De Lijn.
9. Annemie Turtelboom, federaal minister van Migratie- en asielbeleid (Open VLD).
10. Hilde Crevits, Vlaams minister van Openbare Werken, Energie, Leefmilieu en Natuur (CD&V).
11. Caroline Gennez, voorzitter sp.a.

## 2009[7]
1. Laurette Onkelinx, vicepremier (PS) en minister van Sociale Zaken en Gezondheid.
2. Joëlle Milquet, vicepremier (cdH) en minister van Werk en Gelijke Kansen.
3. Marianne Thyssen, voorzitter CD&V.
4. Mieke Van Hecke, directeur-generaal van het Vlaams Secretariaat van het Katholiek Onderwijs.
5. Caroline Gennez, voorzitter sp.a.
6. Ingrid Lieten, viceminister-president (sp.a) en Vlaams minister van Innovatie, Overheidsbedrijven en Armoedebestrijding.
7. Sophie Dutordoir, directeur van Electrabel Benelux en Duitsland.
8. Francine Swiggers, voorzitter van de financiële holding Arco.
9. Annemie Turtelboom, federaal minister van Binnenlandse Zaken (Open VLD).
10. Hilde Crevits, Vlaams minister van Mobiliteit en Openbare Werken (CD&V).
11. Freya Van den Bossche, Vlaams minister van Energie, Wonen, Steden en Sociale Economie (sp.a).
12. Sabine Laruelle, federaal minister van Kmo's, Zelfstandigen, Landbouw en Wetenschapsbeleid (MR).
13. Bea Cantillon, directeur van het Centrum voor Sociaal Beleid Herman Deleeck.
14. Caroline Copers, intergewestelijk secretaris ABVV.
15. Martine Reynaers, gedelegeerd bestuurder Reynaers Aluminium.
16. Marie-Rose Bracke, voorzitter Raad van State.
17. Sonja De Becker, algemeen secretaris Boerenbond.
18. Ann Van Laer, nationaal secretaris ACV.
19. Martine Durez, voorzitter raad van bestuur De Post.
20. Ann Demeulemeester, algemeen secretaris ACW
21. Caroline Ven, sociaal-economisch kabinetschef premier Herman Van Rompuy
22. Joke Schauvliege, Vlaams minister van Leefmilieu, Cultuur en Natuur (CD&V).
23. Michèle Sioen, ceo Sioen Industries.
24. Monica De Coninck, voorzitter OCMW Antwerpen.
25. Ann Vermorgen, nationaal secretaris ACW.